# 鈞濠集團
鈞濠集團有限公司，簡稱鈞濠集團（港交所：0115)是一家在香港交易所上市的公司，它於一九九九年十月十三日上市。集團主席為馬學綿先生。

## 董事局

### 執行董事
- 馬學綿先生(主席)
- 周桂華女士
- 郭小華女士
- 郭小彬先生

### 非執行董事
- 林偉明先生
- 陳木東先生

### 獨立非執行董事
- 周啟平先生
- 劉朝東先生
- 崔衛紅女士